# (19852) Jamesalbers
(19852) Jamesalbers est un astéroïde de la ceinture principale.

## Description
(19852) Jamesalbers est un astéroïde de la ceinture principale. Il fut découvert le 2 octobre 2000 à la station Anderson Mesa par le programme LONEOS. Il présente une orbite caractérisée par un demi-grand axe de 3,19 UA, une excentricité de 0,16 et une inclinaison de 19,2° par rapport à l'écliptique.

## Compléments